# Campina Verde
Campina Verde é um município brasileiro localizado no estado de Minas Gerais, na região Sudeste. Integra a Mesorregião do Triângulo Mineiro e Alto Paranaíba e pertence à Microrregião de Frutal.
Segundo estimativas do Instituto Brasileiro de Geografia e Estatística (IBGE), a população municipal em 2024 é de aproximadamente 18 250 habitantes, distribuídos em uma área total de 3 650,75 km².
A economia de Campina Verde é baseada predominantemente no agronegócio, com destaque para a pecuária leiteira e de corte, além da produção de grãos, cana-de-açúcar e da atuação de cooperativas rurais. O município é reconhecido como um dos principais polos agropecuários do Triângulo Mineiro.

## História
A trajetória de Campina Verde tem início no final do século XVIII, quando o casal João Batista Siqueira Bento e Bárbara Bueno da Silva, vindos de Jacareí (SP), se estabeleceu nas margens do rio Arantes, região então habitada pelos indígenas Caiapó, iniciando o povoamento da área.
Em 1830, sem herdeiros, o casal doou suas fazendas (Campo Belo, Perobas e Fortaleza) à Congregação da Missão (Lazaristas), que fundou um colégio e construiu uma capela. Esse núcleo religioso deu origem ao atual Santuário de Nossa Senhora da Medalha Milagrosa.
O povoado cresceu ao redor da comunidade religiosa e, em 1911, foi elevado à categoria de distrito com o nome de Rio Verde, vinculado ao município de Prata.
Em 7 de setembro de 1923, o distrito mudou de nome para Campina Verde, em referência às campinas verdes da região e ao rio homônimo.
A emancipação política ocorreu em 17 de dezembro de 1938, por meio do Decreto‑Lei Estadual nº 148, desmembrando o distrito de Prata e tornando Campina Verde um município independente.

### Patrimônio e Cultura
- 2009 – O antigo Educandário de Campina Verde foi tombado pelo município como patrimônio cultural, em virtude de sua relevância histórica e arquitetônica.[12]
- 2012 – A Festa do Folclore foi oficialmente reconhecida como manifestação cultural significativa do município, consolidando-se como evento tradicional.[13]
- 1943–2023 – O Hospital São Vicente de Paulo, fundado em 1943, é um marco na área da saúde local. Em 2023, completou 80 anos de serviços, agora sob administração do INDSH.[14]

## Geografia
De acordo com a divisão regional vigente desde 2017, instituída pelo IBGE, o município pertence às regiões geográficas intermediária e imediata de Uberlândia. Até então, com a vigência das divisões em microrregiões e mesorregiões, fazia parte da microrregião de Frutal, que por sua vez estava incluída na Mesorregião do Triângulo Mineiro e Alto Paranaíba.
Conforme dados da estação meteorológica automática do Instituto Nacional de Meteorologia (INMET) no município, em operação desde 15 de julho de 2006, a menor temperatura registrada em Campina Verde foi de 1,8 °C em 7 de julho de 2019 e a maior atingiu 41,6 °C em 17 de outubro de 2015. O menor índice de umidade relativa do ar foi de apenas 10% em várias ocasiões. A maior rajada de vento ocorreu na tarde do dia 27 de janeiro de 2011, chegando a 24,8 m/s (89,3 km/h).
| Dados climatológicos para Campina Verde                                                            | Dados climatológicos para Campina Verde | Dados climatológicos para Campina Verde | Dados climatológicos para Campina Verde | Dados climatológicos para Campina Verde | Dados climatológicos para Campina Verde | Dados climatológicos para Campina Verde | Dados climatológicos para Campina Verde | Dados climatológicos para Campina Verde | Dados climatológicos para Campina Verde | Dados climatológicos para Campina Verde | Dados climatológicos para Campina Verde | Dados climatológicos para Campina Verde | Dados climatológicos para Campina Verde |
| Mês                                                                                                | Jan                                     | Fev                                     | Mar                                     | Abr                                     | Mai                                     | Jun                                     | Jul                                     | Ago                                     | Set                                     | Out                                     | Nov                                     | Dez                                     | Ano                                     |
| -------------------------------------------------------------------------------------------------- | --------------------------------------- | --------------------------------------- | --------------------------------------- | --------------------------------------- | --------------------------------------- | --------------------------------------- | --------------------------------------- | --------------------------------------- | --------------------------------------- | --------------------------------------- | --------------------------------------- | --------------------------------------- | --------------------------------------- |
| Temperatura máxima recorde (°C)                                                                    | 37,9                                    | 37,9                                    | 35,3                                    | 35,2                                    | 33,5                                    | 33,1                                    | 33,7                                    | 36,9                                    | 41                                      | 41,6                                    | 37,5                                    | 37,8                                    | 41,6                                    |
| Temperatura máxima média (°C)                                                                      | 31,4                                    | 31,8                                    | 31,6                                    | 31,4                                    | 29,1                                    | 28,7                                    | 29,4                                    | 31,5                                    | 32,6                                    | 32,9                                    | 32                                      | 31,4                                    | 31,2                                    |
| Temperatura mínima média (°C)                                                                      | 21,1                                    | 21,1                                    | 20,5                                    | 19,1                                    | 15,5                                    | 14,3                                    | 14                                      | 15,4                                    | 18,4                                    | 20                                      | 20,6                                    | 21                                      | 18,4                                    |
| Temperatura mínima recorde (°C)                                                                    | 16,2                                    | 17,3                                    | 15,4                                    | 10,4                                    | 6,8                                     | 4,3                                     | 1,8                                     | 4,7                                     | 7,3                                     | 11,9                                    | 13,1                                    | 15,6                                    | 1,8                                     |
| Precipitação (mm)                                                                                  | 268,8                                   | 218,9                                   | 187                                     | 81,6                                    | 38                                      | 19,9                                    | 10,6                                    | 16,2                                    | 47,1                                    | 119,9                                   | 176,6                                   | 237,4                                   | 1 422                                   |
| Fonte: Jornal do Tempo (médias de temperatura) e EMBRAPA (médias de precipitação)                  |                                         |                                         |                                         |                                         |                                         |                                         |                                         |                                         |                                         |                                         |                                         |                                         |                                         |
| Fonte 2: Instituto Nacional de Meteorologia (INMET) (recordes de temperatura: 15/07/2006-presente) |                                         |                                         |                                         |                                         |                                         |                                         |                                         |                                         |                                         |                                         |                                         |                                         |                                         |

## Cidadãos Ilustres
- Rafa Kalimann

Influenciadora e atriz de Campina Verde, vice-campeã do BBB 20, com atuação em projetos sociais.
- Roberto Corrêa

Violeiro e compositor, referência na música tradicional brasileira, com carreira nacional e internacional.